# Francesco d'Este (figlio di Obizzo II)

Stemma della famiglia degli Estensi

Francesco d'Este (Ferrara, ... – 23 agosto 1312) è stato un politico e nobile italiano.

## Biografia
Figlio di Obizzo II d'Este e di Costanza Scaligera, fu il capostipite del ramo cadetto dei Marchesi d'Este, estintosi nel 1463.
Assecondò sempre il fratello Azzo VIII nel governo della città sino al 1305 quando questi prese in sposa Beatrice, figlia di Carlo II d'Angiò. Da quel momento Francesco osteggiò il matrimonio che non condivideva per le conseguenze nella successione e, con l'aiuto dei padovani, occupò militarmente Lendinara, che fu cinta d'assedio per un anno. Tradito in seguito da alcuni sostenitori fu costretto alla fuga ma continuò a combattere contro Azzo, aderendo nel 1306 ad una lega formata da Modena e Reggio Emilia. Alla morte di Azzo nel 1308, il suo figlio naturale Fresco occupò Ferrara rivendicandone la signoria. Francesco si rivolse a papa Clemente V che, desideroso di riappropriarsi della città, mandò suoi uomini ad occuparla. Fresco cedette la città ai veneziani e Francesco venne abbandonato. Iniziò così per Ferrara un breve periodo di dominazione da parte dello Stato Pontificio. Nel 1312 si schierò col papa contro l'imperatore Enrico VII, ma venne assassinato il 23 agosto dello stesso anno alle porte della città da alcuni fedeli del re di Napoli Roberto d'Angiò.

## Discendenza
Francesco sposò Orsina Orsini dalla quale ebbe quattro figli:
- Azzo IX d'Este (?-1318)[3], sposò Ricciarda da Camino
- Bertoldo I (?-1343), sposò Caterina da Camino
- N.N. figlio
- N.N. figlia

## Ascendenza
|                       |                      |                    | Genitori |  |  | Nonni |  |  | Bisnonni        |  |  | Trisnonni      |  |
|                       |                      |                    |          |  |  |       |  |  | Azzo VII d'Este |  |  | Azzo VI d'Este |  |
|                       |                      |                    |          |  |  |       |  |  | Azzo VII d'Este |  |  | Azzo VI d'Este |  |
|                       |                      | Alice di Châtillon |          |  |  |       |  |  | Azzo VII d'Este |  |  |                |  |
| Rinaldo I d'Este      |                      |                    |          |  |  |       |  |  | Azzo VII d'Este |  |  |                |  |
|                       |                      | Giovanna           | …        |  |  |       |  |  |                 |  |  |                |  |
|                       |                      | Giovanna           | …        |  |  |       |  |  |                 |  |  |                |  |
|                       |                      | Giovanna           | …        |  |  |       |  |  |                 |  |  |                |  |
| Obizzo II d'Este      |                      | Giovanna           |          |  |  |       |  |  |                 |  |  |                |  |
|                       |                      | …                  | …        |  |  |       |  |  |                 |  |  |                |  |
|                       |                      | …                  | …        |  |  |       |  |  |                 |  |  |                |  |
|                       |                      | …                  | …        |  |  |       |  |  |                 |  |  |                |  |
| …                     |                      | …                  |          |  |  |       |  |  |                 |  |  |                |  |
|                       |                      | …                  | …        |  |  |       |  |  |                 |  |  |                |  |
|                       |                      | …                  | …        |  |  |       |  |  |                 |  |  |                |  |
|                       |                      | …                  | …        |  |  |       |  |  |                 |  |  |                |  |
| Francesco d'Este      |                      | …                  |          |  |  |       |  |  |                 |  |  |                |  |
|                       | Jacopino della Scala | …                  |          |  |  |       |  |  |                 |  |  |                |  |
|                       | Jacopino della Scala | …                  |          |  |  |       |  |  |                 |  |  |                |  |
|                       | Jacopino della Scala | …                  |          |  |  |       |  |  |                 |  |  |                |  |
| Alberto I della Scala | Jacopino della Scala |                    |          |  |  |       |  |  |                 |  |  |                |  |
|                       |                      | Elisa Superbi      | …        |  |  |       |  |  |                 |  |  |                |  |
|                       |                      | Elisa Superbi      | …        |  |  |       |  |  |                 |  |  |                |  |
|                       |                      | Elisa Superbi      | …        |  |  |       |  |  |                 |  |  |                |  |
| Costanza della Scala  |                      | Elisa Superbi      |          |  |  |       |  |  |                 |  |  |                |  |
|                       |                      | …                  | …        |  |  |       |  |  |                 |  |  |                |  |
|                       |                      | …                  | …        |  |  |       |  |  |                 |  |  |                |  |
|                       |                      | …                  | …        |  |  |       |  |  |                 |  |  |                |  |
| Verde di Salizzole    |                      | …                  |          |  |  |       |  |  |                 |  |  |                |  |
|                       |                      | …                  | …        |  |  |       |  |  |                 |  |  |                |  |
|                       |                      | …                  | …        |  |  |       |  |  |                 |  |  |                |  |
|                       |                      | …                  | …        |  |  |       |  |  |                 |  |  |                |  |
|                       |                      | …                  |          |  |  |       |  |  |                 |  |  |                |  |